# ایرما وپ (مینی‌سریال)
ایرما وپ (به فرانسوی: Irma Vep) مینی‌سریال تلویزیونی کمدی-درام جنایی ساخته، نویسندگی و کارگردانی اولیویه آسایاس برای اچ‌بی‌او است. این مجموعه بر پایه فیلمی به همین نام محصول ۱۹۹۶ به کارگردانی آسایاس ساخته شده و نخستین بار در جشنواره فیلم کن ۲۰۲۲ در تاریخ ۲۲ مه نمایش داده شد. این مجموعه در ۶ ژوئن ۲۰۲۲ آغاز به کار کرد و در ۲۵ ژوئیه به پایان رسید که شامل هشت قسمت بود.

## خلاصه داستان
ایرما وپ ماجرای میرا یک ستاره سینمای آمریکا را روایت می‌کند که از حرفه و جدایی اخیرش سرخورده شده و به فرانسه می‌آید تا در نقش ایرما وپ در یک سریال تلویزیونی اقتباسی از سریال فیلم‌های صامت فرانسوی خون‌آشام‌ها بازی کند. میرا که در بطن یک تریلر جنایی ترسناک قرار گرفته و مرز بین خود و شخصیت‌اش در فیلم را در حال محو شدن می‌بیند،
درگیر نبردی برای رهایی خود از این مخمصه می‌شود.